# 南志見村
南志見村（なじみむら）は、石川県鳳至郡に存在した村である。

## 地理

### 隣接していた市町村
- 町
  - 町野町
- 村
  - 鵠巣村、柳田村

## 歴史

### 沿革
- 1889年（明治22年）4月1日 町村制の施行により、鳳至郡白米村、野田村、名舟村、尊利地村、小田屋村、里村、渋田村、東山村、忍村、西院内村、東印内村及び西山村を廃し、その区域をもって鳳至郡南志見村を設置する。
- 1954年（昭和29年）3月31日 鳳至郡輪島町、大屋村、河原田村、鵠巣村、西保村、三井村及び南志見村を廃し、その区域をもって輪島市を設置する。南志見村の12大字は町を称して輪島市に継承。

## 行政

### 村長
| 代 | 人 | 氏名       | 就任                       | 退任                       | 備考 |
| -- | -- | ---------- | -------------------------- | -------------------------- | ---- |
| 1  | 1  | 前吉孝清   | 1889年（明治22年）5月18日  | 1890年（明治23年）3月31日  |      |
| 2  | 2  | 橋上虎之助 | 1890年（明治23年）4月18日  | 1894年（明治27年）4月17日  |      |
| 3  | 3  | 中小田藤松 | 1895年（明治28年）3月28日  | 1897年（明治30年）3月29日  |      |
| 4  | 4  | 楠愛太郎   | 1897年（明治30年）10月18日 | 1898年（明治31年）12月17日 |      |
| 5  | 5  | 里鷹松     | 1899年（明治32年）10月10日 | 1900年（明治33年）10月30日 |      |
| 6  | 6  | 大間忠作   | 1900年（明治33年）11月27日 | 1904年（明治37年）11月26日 |      |
| 7  | 6  | 大間忠作   | 1904年（明治37年）12月7日  | 1908年（明治41年）11月11日 |      |
| 8  | 7  | 平井直作   | 1909年（明治42年）12月22日 | 1913年（大正2年）12月21日  |      |
| 9  | 8  | 谷内六郎平 | 1914年（大正3年）2月2日    | 1915年（大正4年）3月11日   |      |
| 10 |    | 大間忠作   | 1915年（大正4年）4月28日   | 1919年（大正8年）4月25日   |      |
| 11 | 9  | 中小田権吉 | 1919年（大正8年）5月6日    | 1923年（大正12年）5月5日   |      |
| 12 | 9  | 中小田権吉 | 1923年（大正12年）5月19日  | 1927年（昭和2年）5月18日   |      |
| 13 | 10 | 仲泉六郎   | 1927年（昭和2年）5月25日   | 1931年（昭和6年）5月24日   |      |
| 14 | 10 | 仲泉六郎   | 1931年（昭和6年）6月26日   | 1935年（昭和10年）6月25日  |      |
| 15 | 11 | 里兵衛門   | 1935年（昭和10年）8月1日   | 1939年（昭和14年）7月31日  |      |
| 16 | 11 | 里兵衛門   | 1939年（昭和14年）8月      | 1942年（昭和17年）6月23日  |      |
| 17 | 12 | 今寺周平   | 1942年（昭和17年）7月1日   | 1946年（昭和21年）6月30日  |      |
| 18 | 12 | 今寺周平   | 1946年（昭和21年）7月      | 1946年（昭和21年）12月31日 |      |
| 19 | 13 | 隅谷忠一   | 1947年（昭和22年）1月8日   | 1947年（昭和22年）3月      |      |
| 20 | 13 | 隅谷忠一   | 1947年（昭和22年）4月5日   | 1951年（昭和26年）4月4日   |      |
| 21 | 13 | 隅谷忠一   | 1951年（昭和26年）4月23日  | 1954年（昭和29年）3月30日  |      |